# Дружба (Мелітопольський район)
Дру́жба (з 1895 до 1966 року — Кам'янське) — село в Україні, у Якимівській селищній громаді Мелітопольського району Запорізької області. Населення становить 282 осіб. До 2017 року орган місцевого самоврядування — Розівська сільська рада.

## Географія
Село Дружба розташоване на відстані 3,5 км від села Розівка, за 25 км на південь від смт Якимівка. Поруч проходять автошлях М18E105 та залізниця, пасажирський залізничний зупинний пункт 1267 км. Найближча залізнична станція — Сокологірне за 5,5 км.

## Історія
Засноване у 1895 році як село Кам'янське.
7 (20) листопада 1917 року, відповідно до Третього Універсалу Української Центральної Ради, увійшло до складу Української Народної Республіки.
У 1966 році перейменоване в село Дружба.
12 червня 2020 року, відповідно до розпорядження Кабінету Міністрів України № 713-р «Про визначення адміністративних центрів та затвердження територій територіальних громад Запорізької області», Розівська сільська рада об'єднана з  Якимівською селищною громадою.
17 липня 2020 року, після адміністративно-територіальної реформи та ліквідації Якимівського району, село увійшло до складу Мелітопольського району.
З 24 лютого 2022 року, під час російського вторгнення в Україну, село перебуває під тимчасовою окупацією російськими військами.